# Nicht mehr fliehen
Nicht mehr fliehen ist ein halbdokumentarischer Experimentalfilm des Kinodebütanten Herbert Vesely aus dem Jahre 1955. Der 24-jährige Wiener versuchte sich hier, mit den Mitteln eines Cineasten der vor allem in den frühen Nachkriegsjahren populären Philosophie des Existenzialismus zu nähern.

## Handlung
Der Mensch im Atomzeitalter, eine verlorene Existenz. Ein Mann, eine Frau und ein junges Mädchen fliehen aus der Stadt in das Nichts einer menschen- und gottverlassenen Steinwüste. Die zwei Erwachsenen stoßen dort auf eine aufgegebene Eisenbahnstation, wo man sich niederlässt. Bald kommt es in diesem Umfeld absoluter Hoffnungslosigkeit zu heftigen zwischenmenschlichen Spannungen, aus denen eine Vergewaltigung und schließlich sogar ein Mord resultieren. Vier Polizisten tauchen auf und verhaften den Mann.

## Produktionsnotizen
Die Dreharbeiten zu dem ganz ohne Studioaufnahmen auskommenden Experimentalstreifen fanden vom 25. Oktober bis zum 26. November 1954 in Arda in der spanischen Provinz Almeria statt. Die Uraufführung war am 27. Juni 1955 in zwei Kinos in Mannheim und Hamburg. Der Film wurde überwiegend in Sondervorstellungen und Matineen gezeigt, aber auch in 13 ausgesuchten, regulären Lichtspielhäusern der Bundesrepublik.
Herbert Vesely übernahm auch die Produktionsleitung. Der Film erhielt das Prädikat „wertvoll“ und lief im Juli 1955 als deutscher Festivalbeitrag bei den IX. Internationalen Filmfestspielen in Locarno.

## Einordnung
Veselys Debütwerk ist stark von Jean Cocteaus 1949 entstandenes Leinwandopus Orpheus, dem filmischen Urwerk des Existenzialismus, beeinflusst.

## Kritiken
Nicht mehr fliehen fand ein vielfältiges Echo und begründete den Ruf Veselys, ein selbst in Filmemacherkreisen als Außenseiter angesehener Regisseur mit Hang zu sperrigen Themen und experimenteller Bildsprache zu sein.
Der Spiegel verortete einen „Ablauf merkwürdiger, surrealistisch übereinandergeschichteter Bildvisionen“ und sah in dem Erstling den „Versuch des 24jährigen Wieners Herbert Vesely, in kühner Mißachtung filmdramaturgischer Gesetzmäßigkeiten aus Bild und Ton ein abstraktes Kunstwerk zu komponieren oder, wie er selbst formuliert, ‚statt der erzählenden Handlung eine Folge statischer Zustände aneinanderzureihen‘. Dieses Opus ohne Handlung“ sei im Übrigen, so Der Spiegel, zugleich auch ein mutiger Versuch des Filmaufbau Göttingen-Produktionschefs Hans Abich, ganz ohne kommerzielle Vorgaben und „ohne Rücksicht auf Publikumswirkung und Kassenerfolg ein reines Filmexperiment nach dem Prinzip ‚L’art pour l’art‘ zu finanzieren“.
Auch Die Zeit widmete sich ausführlich diesem ungewöhnlich Ausflug in den filmischen Existenzialismus. In ihrer Ausgabe vom 9. Februar 1956 heißt es: “Das, was diesen "Experimentalfilm" rein formal von den gewöhnlichen Streifen unterscheidet, ist mit den etwas unglücklichen Worten seines Regisseurs die "statische Reihung von Zuständen statt des erzählenden Bandes". Schlicht ausgedrückt, versucht Vesely einen Zustand zu analysieren. Das Thema dieser Analyse ist die Ausweglosigkeit, die indirekt mit der Lage des Menschen vor der Atombombenexplosion verglichen wird. Die Betrachtungsweise des Themas ist die des Existentialismus Camus’.”
Der Deutsche Spielfilmalmanach 1946–1955 konstatierte “In dem Film wird versucht, mit expressionistischen Mitteln die Philosophie des Existenzialismus bildhaft zu gestalten. Durch eine Aneinanderreihung filmischer Fragmente soll der Eindruck von der Sinnlosigkeit des Daseins im Atomzeitalter erweckt werden.”
Kay Wenigers Das große Personenlexikon des Films sah in Veselys Biografie Nicht mehr fliehen als den Versuch „einer pessimistischen, vom Existentialismus geprägten, filmischen Collage“.
Bei Filmdienst heißt es: „Eine fast handlungslose Reihung filmischer Fragmente illustriert die Sinnlosigkeit des menschlichen Daseins im Atomzeitalter. Thematisch und gedanklich vom Existentialismus, formal vom Surrealismus beeinflußt, versucht der halblange Experimentalfilm eine Analyse des Zeitgeistes und der Wirklichkeit der 50er Jahre.“